# Ula Tirso
Ula Tirso (sardisk: Ula) er en by og en kommune (comune) i provinsen Oristano i regionen Sardinien i Italien. Byen ligger i 348 meters højde og har 570 indbyggere (2016). Kommunen har et areal på 18,85 km² og grænser til kommunerne Ardauli, Boroneddu, Busachi, Ghilarza, Neoneli og Ortueri.